# Kurtis Marschall
Kurtis Marschall, född 25 april 1997, är en friidrottare från Australien som tävlar i stavhopp. Vid VM 2023 i Budapest tog han brons i stavhopp. Han deltog vid olympiska sommarspelen 2016 och olympiska sommarspelen 2020, och är uttagen att tävla vid OS 2024.